# Золотієвка
Золотієвка (рум. Zolotievca) — село в Аненій-Нойському районі Молдови. Адміністративний центр однойменної комуни, до складу якої також входять села Ларга та Ніколаєвка.

## Населення
За даними перепису населення 2004 року у селі проживали 585 осіб.
Національний склад населення села:
| Національність       | Кількість осіб | Відсоток |
| -------------------- | -------------- | -------- |
| українці             | 342            | 58,5%    |
| молдавани            | 188            | 32,1%    |
| росіяни              | 41             | 7,0%     |
| болгари              | 11             | 1,9%     |
| інша / без відповіді | 3              | 0,5%     |
| Всього               | 585            | 100%     |